# San Juan de Opoa
San Juan de Opoa – gmina (municipio) w zachodnim Hondurasie, w departamencie Copán. W 2010 roku zamieszkana była przez ok. 8,8 tys. mieszkańców. Siedzibą administracyjną jest miejscowość San Juan de Opoa.

## Położenie
Gmina położona jest we wschodniej części departamentu. Graniczy z 2 gminami:
- Lepaera od wschodu,
- Santa Rosa de Copán od północy, południa i zachodu.

## Miejscowości
Według Narodowego Instytutu Statystycznego Hondurasu na terenie gminy położone były następujące wsie:

- San Juan de Opoa
- La Colatina
- El Contamal
- El Coyolar
- El Limón
- El Pinal
- El Portillo
- La Cebratana
- La Laguna Negra
- La Majada
- Las Sandías
- Los Linderos
- Los Pozos
- Santa Elena
- Torihuaque

## Demografia
Według danych honduraskiego Narodowego Instytutu Statystycznego na rok 2010 struktura wiekowa i płciowa ludności w gminie przedstawiała się następująco:
| Wiek             | 0–3 | 4–6 | 7–12  | 13–17 | 18–24 | 25–64 | 65+ | razem |
| San Juan de Opoa | 972 | 809 | 1 504 | 1 015 | 1 070 | 3 033 | 387 | 8 792 |
| Mężczyźni        | 499 | 407 | 767   | 523   | 588   | 1 548 | 185 | 4 517 |
| Kobiety          | 473 | 402 | 737   | 492   | 482   | 1 485 | 203 | 4 275 |